# Kim Hjongdzsik
Kim Hjongdzsik, régi átírási alakban Kim Hen Dik (hangul: 김형직, handzsa: 金亨稷, RR: Kim Hyong-jik; 1894. július 10. – 1926. június 5.) koreai függetlenségi és japánellenes aktivista, Kim Ir Szen (Kim Il-sung), az észak-koreai örökös elnök édesapja.

## Élete
A Csoszon (Joseon)-beli Dél-Phjongan (Pyongan) tartományban született, Tedong (Daedong) megyében, Kim Bohjon (김보현, Kim Bo-hyon) és Ri Boik (Ri Bo-ik) (리보익; 1876–1959) legidősebb gyermekeként. 5 testvére volt: Kim Hjongnok (김형록, Kim Hyong-rok), Kim Hjonggvon (김형권, Kim Hyong-gwon), Kim Guilljo (김구일녀, Kim Ku-il-nyo), Kim Hjongsil (김형실, Kim Hyong-sil), és Kim Hjongbok (김형복, Kim Hyong-bok). Az amerikai misszionáriusok által fenntartott Szungsil (숭실, Soongsil) iskolában érettségizett, ahol később tanár lett. Feleségéhez, Kang Banszok (Kang Ban-sok)hoz hasonlóan kommunista nézeteket vallott, de keresztény volt. Házasságukból 3 gyermek született: Kim Ir Szen (김일성, Kim Il-sung) (1912–1994), Kim Csholdzsu (김철주, Kim Chol-ju) (1916–1935) és Kim Jongdzsu (김영주, Kim Yong-ju) (1920–2021).
Korán, 31 évesen hunyt el, halálra fagyott.
Nevét viseli Kim Hjongdzsik megye.